# جائزة آغا خان للعمارة
«جائزة آغا خان للعمارة» هي جائزة معمارية أنشأها آغا خان الرابع في عام 1977 في مدينة جنيف بسويسرا[بحاجة لمصدر] وهي تهدف إلى تحديد ومكافأة المفاهيم المعمارية التي تلبي احتياجات وتطلعات المجتمعات الإسلامية في مجالات التصميم المعاصر والإسكان الاجتماعي وتنمية المجتمع وتحسين وترميم وإعادة الاستخدام والمناطق التي تحتاج للحفظ، فضلا عن تصميم المناظر الطبيعية وتحسين البيئة، الجائزة تقدم في دورات، كل دورة مدتها ثلاث سنوات لمشاريع متعددة، الجائزة هي جائزة نقدية مجموعها مليون دولار أمريكي، وترتبط الجائزة مع مؤسسة الآغا خان الثقافية ووكالة شبكة الآغا خان للتنمية .

## منح الجائزة
تستهدف الجائزة المجتمعات التي يكون للمسلمين فيها حضور كبير، وينظم على أساسها دورة مدتها ثلاث سنوات، وتحكمها لجنة توجيهية برئاسة الآغا خان الرابع، وتشكل لجنة جديدة في كل دورة لتأسيس معايير الأهلية للمشروع، وتقديم التوجيه الموضوعي مع الإشارة إلى المخاوف الحالية، ووضع خطط للمستقبل على المدى الطويل للجائزة، اللجنة التوجيهية مسؤولة عن اختيار رئيس لجنة التحكيم الذي يعين لكل دورة من الجائزة، وتعيين الأنشطة مثل الندوات والزيارات الميدانية، وحفل توزيع الجوائز والمنشورات والمعارض .
يعطي رئيس الجائزة جائزة تكريمية للإنجازات التي تقع خارج ولاية لجنة التحكيم الرئيسية، وقد تم تقديم هذه الجائزة الفرعية من رئيس لجنة الجائزة أربع مرات: في عام 1980 أعطيت للمهندس المعماري والتخطيط الحضري المصري حسن فتحي، وفي عام 1986 أعطيت للمهندس العراقي والمربي رفعت الجادرجي، وفي عام 2001 أعطيت للمهندس السريلانكي سري جيفري باوا، وفي عام 2010 أعطيت لمؤرخ الفن الإسلامي والهندسة المعمارية أوليغ غرابار .

## دورات الجائزة
تصل قيمة جوائز جائزة آغا خان للعمارة إلى مليون دولار أمريكي، والتي تشكل أكبر جائزة معمارية في العالم، وتعرض كل ثلاث سنوات للمشاريع المحددة من قبل لجنة التحكيم الرئيسية، ومنذ عام 1977 تم تجميع الوثائق على أكثر من 7500 مشروع بناء تقع في جميع أنحاء العالم، منها أكثر من 100 مشروع حصلوا على جوائز .

### الدورة الأولى (1978-1980)
أقيم حفل توزيع جوائز الدورة الأولى في حدائق شاليمار في لاهور في باكستان، وخلال هذه الدورة أعطيت جائزة الرئيس لللمعماري المصري حسن فتحي تقديرا لالتزامه مدى الحياة للعمارة في العالم الإسلامي، وكان المهندس المعماري البارز مزهر الإسلام عضوا في لجنة تحكيم جائزة الرئيس الآغا خان للعمارة الأولى .
الحاصلين على الجائزة:
- برنامج تحسين كامبونج، جاكرتا عاصمة إندونيسيا .
- مدارس بوندوك بابلان الإسلامية الداخلية، جاوة الوسطى في إندونيسيا .
- بيت ارتيجون، بودروم في تركيا .
- الجمعية التاريخية التركية، أنقرة في تركيا .
- فندق شيراتون المغولي، أغرة في الهند .
- حفظ سيدي بو سعيد، مدينة تونس عاصمة تونس .
- رستم باشا الخان، أدرنة في تركيا .
- المتحف الوطني، الدوحة عاصمة قطر .
- علي قابو، أصفهان في إيران .
- بيت الحلاوة العجمي، مصر .
- المركز الطبي، موبتي في مالي .
- فناء المنازل، أغادير في المغرب .
- أبراج الكويت، مدينة الكويت عاصمة الكويت .
- فندق انتركونتيننتال ومركز المؤتمرات، مكة المكرمة في المملكة العربية السعودية .
- مركز التدريب الزراعي، نيانينج في السنغال .

### الدورة الثانية (1981-1983)
جرى حفل حفل توزيع جوائز الدورة في الباب العالي في إسطنبول، أما الحاصلين على الجائزة فهم:
- الجامع الكبير في نيونو، مالي .

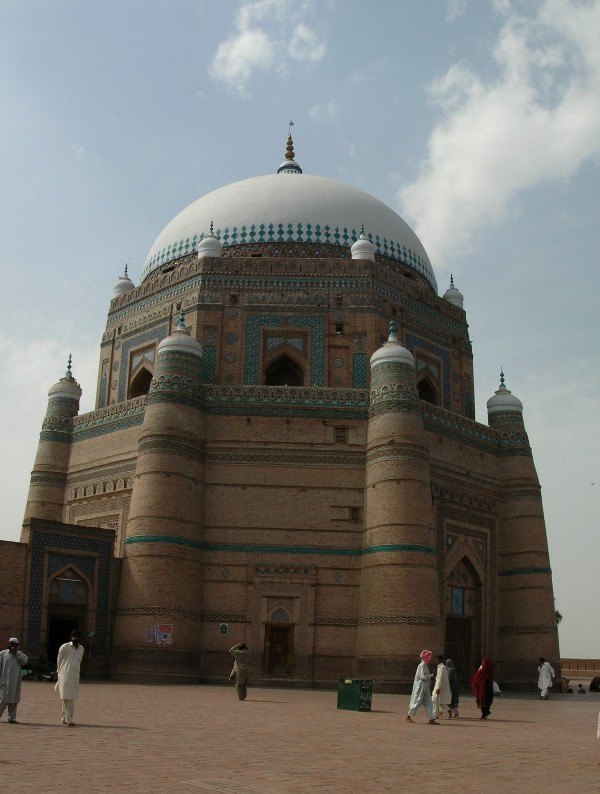
قبر شاه ركن الأول

- مسجد شريف الدين الأبيض، فيسوكو في البوسنة والهرسك .
- مركز رمسيس ويصا واصف للفنون، الجيزة في مصر .
- نايل كاكيرهان ريزيدنس، قرية أكياكا موغلا في تركيا .
- مربع حفصية الأول، مدينة تونس عاصمة تونس .
- شاطيء تانجونج جارا وفندق ومركز رانتاو أبانغ آخر، كوالالمبور عاصمة ماليزيا .
- فندق ريسيدنس الأندلس، سوسة في تونس .
- محطة الحجاج في مطار الملك عبد العزيز الدولي، جدة في المملكة العربية السعودية .
- قبر شاه ركن الأول، ملتان في باكستان .
- درب قرميز المربع، القاهرة عاصمة مصر .
- قصر العظم، دمشق عاصمة سوريا .

### الدورة الثالثة (1984-1986)
وجرى حفل توزيع الجائزة في دورتها الثالثة في قصر البديع في مراكش في المغرب، وقد تم اختيار ستة فائزين من بين 213 منشأة دخلت غمار المسابقة، وكان الحفاظ على البلدة القديمة في مدينة موستار وترميم المسجد الأقصى أمثلة على التراث الثقافي، أعطيت جائزة الرئيس لمدى الحياة في الإنجازات المعمارية إلى المهندس المعماري العراقي رفعت الجادرجي، الحاصلين على الجائزة:

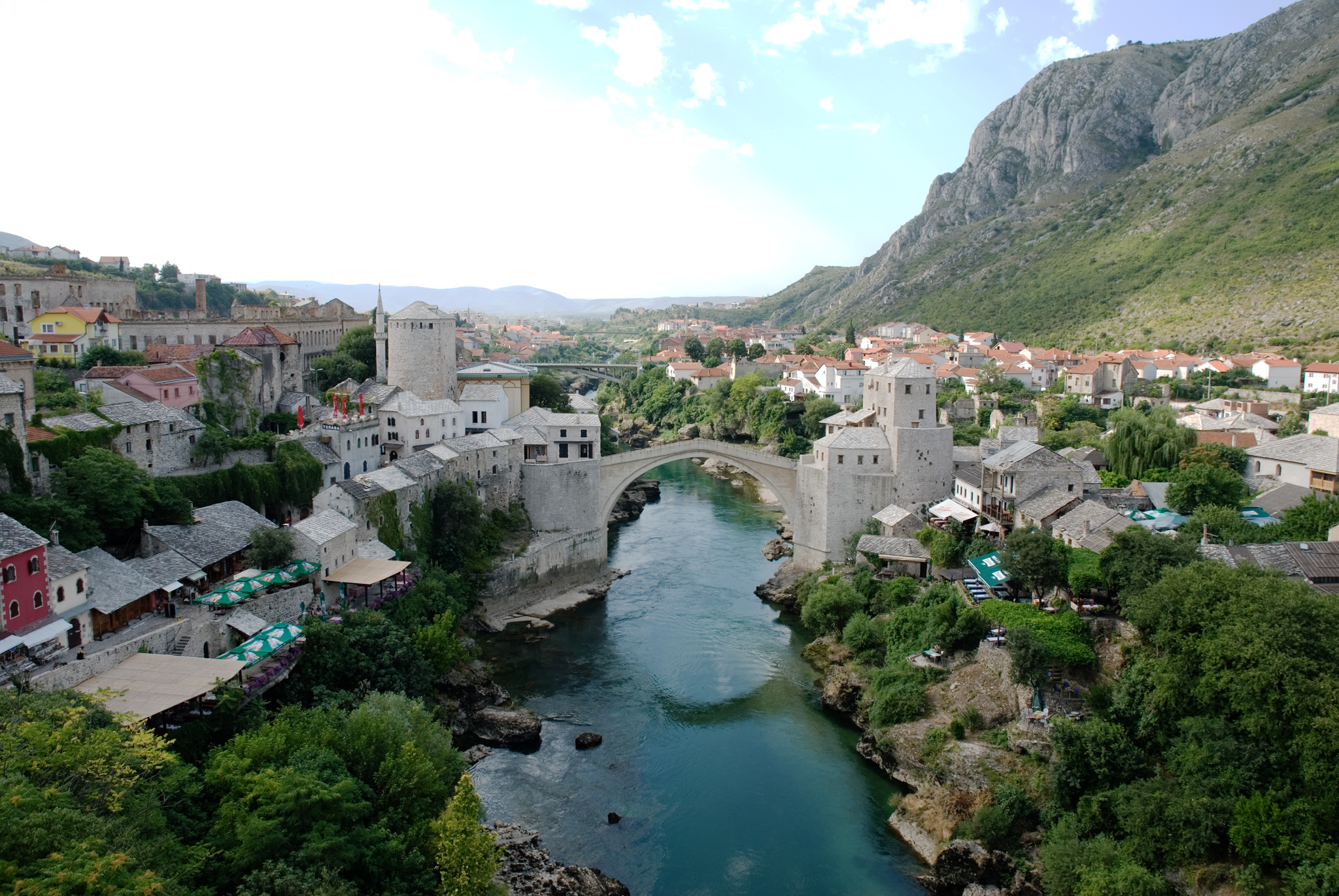
مدينة موستار

- مجمع الضمان الاجتماعي، إسطنبول في تركيا .
- دار الامان الإسكاني، الدار البيضاء عاصمة المغرب .
- حفظ مدينة موستار القديمة، البوسنة والهرسك .
- ترميم المسجد الأقصى، القدس في فلسطين .
- مسجد ياما، النيجر .
- مسجد بهونك، باكستان .

### الدورة الرابعة (1987-1989)
جرى حفل توزيع الجائزة في قلعة صلاح الدين الأيوبي في القاهرة، نظرت الدورة الرابعة للجائزة في ما مجموعه 241 مشروع مرشح، ومن بين هؤلاء المشاريع تم اختيار 32 مشروع كانت على القائمة القصيرة للاستعراض تقني، وتم من خلال هذه القائمة القصيرة اختيار 11 مشروع فائز، لوحظت التركيز على موضوعين في هذه الدورة هما: إحياء تقاليد البناء الماضية، بالإضافة للمشاريع التي تعكس جهود الرعاية الفردية للعمارة والمنظمات غير الحكومية في تحسين المجتمع، الحاصلين على الجائزة:

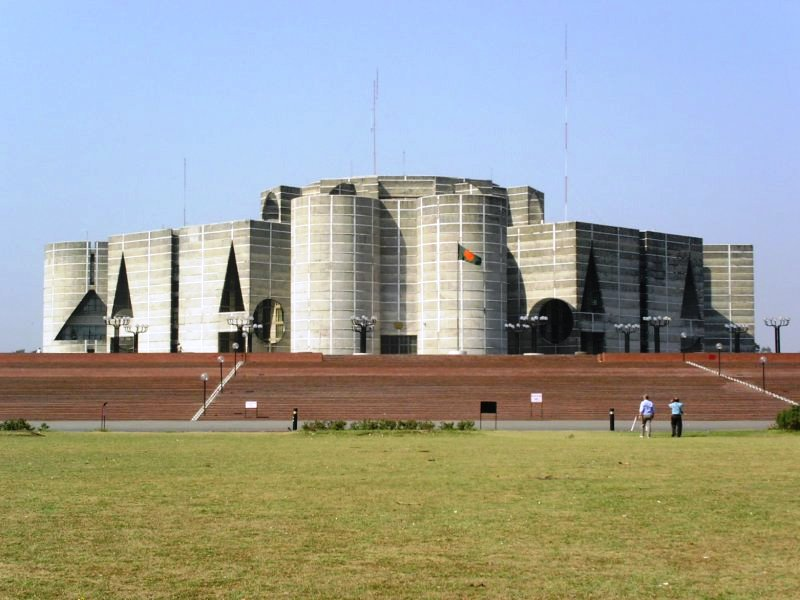
مبنى الجمعية الوطنية شيره

- المسجد العمري الكبير، صيدا في لبنان .
- إعادة تأهيل مدينة أصيلة، أصيلة في المغرب .
- برنامج الإسكان بنك جرامين، مواقع مختلفة في بنغلاديش .
- سيترا نياغا للتنمية الحضرية، ساماريندا في كالمنتان الشرقية في إندونيسيا .
- أسرة جوريل للإقامة الصيفية، تشاناكالي في تركيا .
- المناظر الطبيعية لـحي السفارات والكندي بلازا، الرياض عاصمة المملكة العربية السعودية .
- مدرسة سيدي العلوي الابتدائية، مدينة تونس عاصمة تونس .
- مسجد الكورنيش، جدة في المملكة العربية السعودية .
- وزارة الخارجية، الرياض في المملكة العربية السعودية .
- مبنى الجمعية الوطنية شيره، دكا عاصمة بنغلاديش .
- معهد العالم العربي، باريس عاصمة فرنسا .

### الدورة الخامس (1990-1992)
أقيم حفل توزيع الجوائز في دورتها الخامسة في ساحة ريجستان في سمرقند عاصمة أوزبكستان، أما الحاصلين على الجائزة:

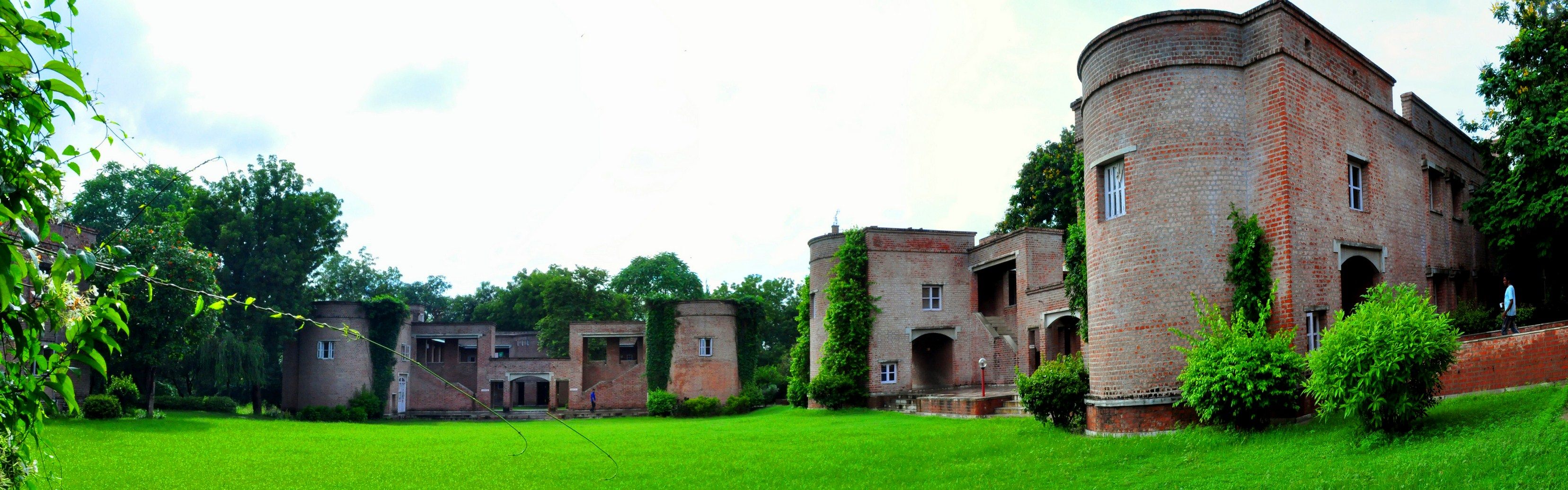
معهد التنمية وريادة الأعمال

- برنامج حفظ مدينة القيروان، القيروان في تونس .
- برنامج حدائق القصر، إسطنبول في تركيا .
- المتنزة الثقافي للطفولة، القاهرة عاصمة مصر .
- برنامج الترقية في شرق الوحدات، عمان عاصمة الأردن .
- كامبونج كالي كود، يوجياكارتا في إندونيسيا .
- نظام البناء بالحجر، محافظة درعا في سوريا .
- قرية اجازات دمير، بودروم في تركيا .
- المعهد الأفريقي للتنمية، واغادوغو في بوركينا فاسو .
- معهد التنمية وريادة الأعمال، أحمد آباد في الهند .

### الدورة السادسة (1993-1995)
أقيم حفل توزيع الجوائز في دورتها السادسة في كراتون سوراكارتا في سوراكارتا في اندونيسيا، أما الحاصلين على الجائزة:

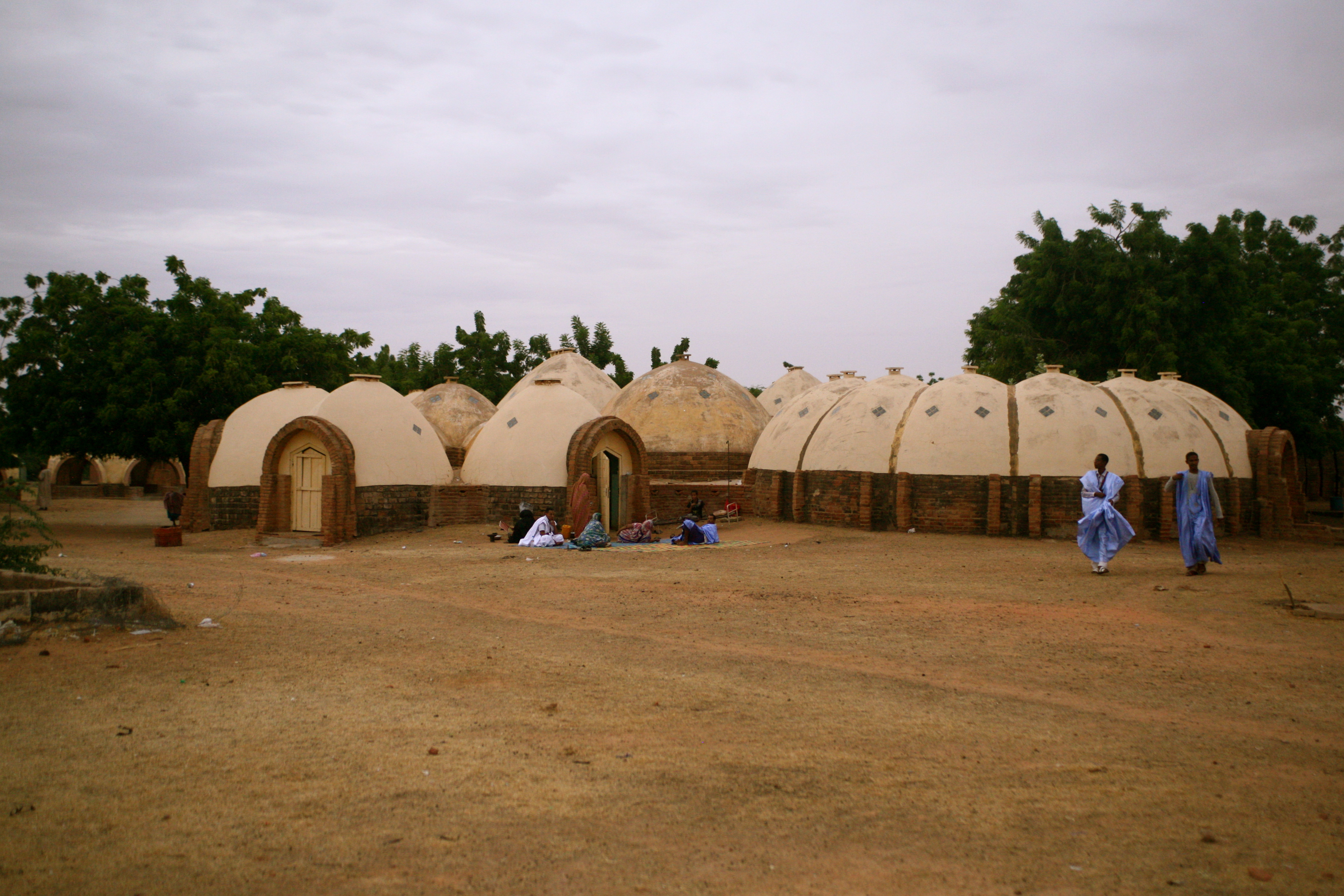
مستشفى كيهيدي الإقليمي

- استعادة مدينة بخارى القديمة، بخارى في أوزبكستان .
- حفظ مدينة صنعاء القديمة، صنعاء عاصمة اليمن .
- مربع حفصية الثاني، مدينة تونس عاصمة تونس .
- خطة التنمية خودا، حيدر أباد في باكستان .
- جماعية اريانا الإسكان، إندور في الهند .
- جامع الإمام تركي بن عبد الله وإعادة تطوير منطقة قصر الحكم، الرياض عاصمة المملكة العربية السعودية .
- منارة ميسينياغا، كوالالمبور عاصمة ماليزيا .
- مستشفى كيهيدي الإقليمي، كيهيدي في موريتانيا .
- مسجد الجمعية الوطنية الكبرى، أنقرة عاصمة تركيا .
- التحالف الفرنسي السنغالي، كاولاك في السنغال .
- برنامج إعادة تشجير جامعة الشرق الأوسط للتقنية، أنقرة عاصمة تركيا .
- المناظر الطبيعية في مطار سوكارنو هاتا الدولي، سينكارينغ في إندونيسيا .

### الدورة السابعة (1996-1998)
وجرى حفل توزيع جائزة آغا خان للعمارة في قصر الحمراء في غرناطة في إسبانيا، اختارت لجنة التحكيم سبعة مشاريع فائزة من 424 مشروع تقدم للحصول على الجائزة، وخلال هذه الدورة تم التركيز بشكل خاص على المشاريع التي استجابت بشكل خلاق للقوى الناشئة في العولمة، بالإضافة لبعض القضايا مثل الضغط السكاني والتدهور البيئي وأزمة الدولة القومية والتغيرات في نمط الحياة والقيم الثقافية والعلاقات بين الفئات الاجتماعية وبين الحكومات والشعوب، أما الحاصلين على الجائزة:
- إعادة تأهيل بلدة الخليل القديمة .

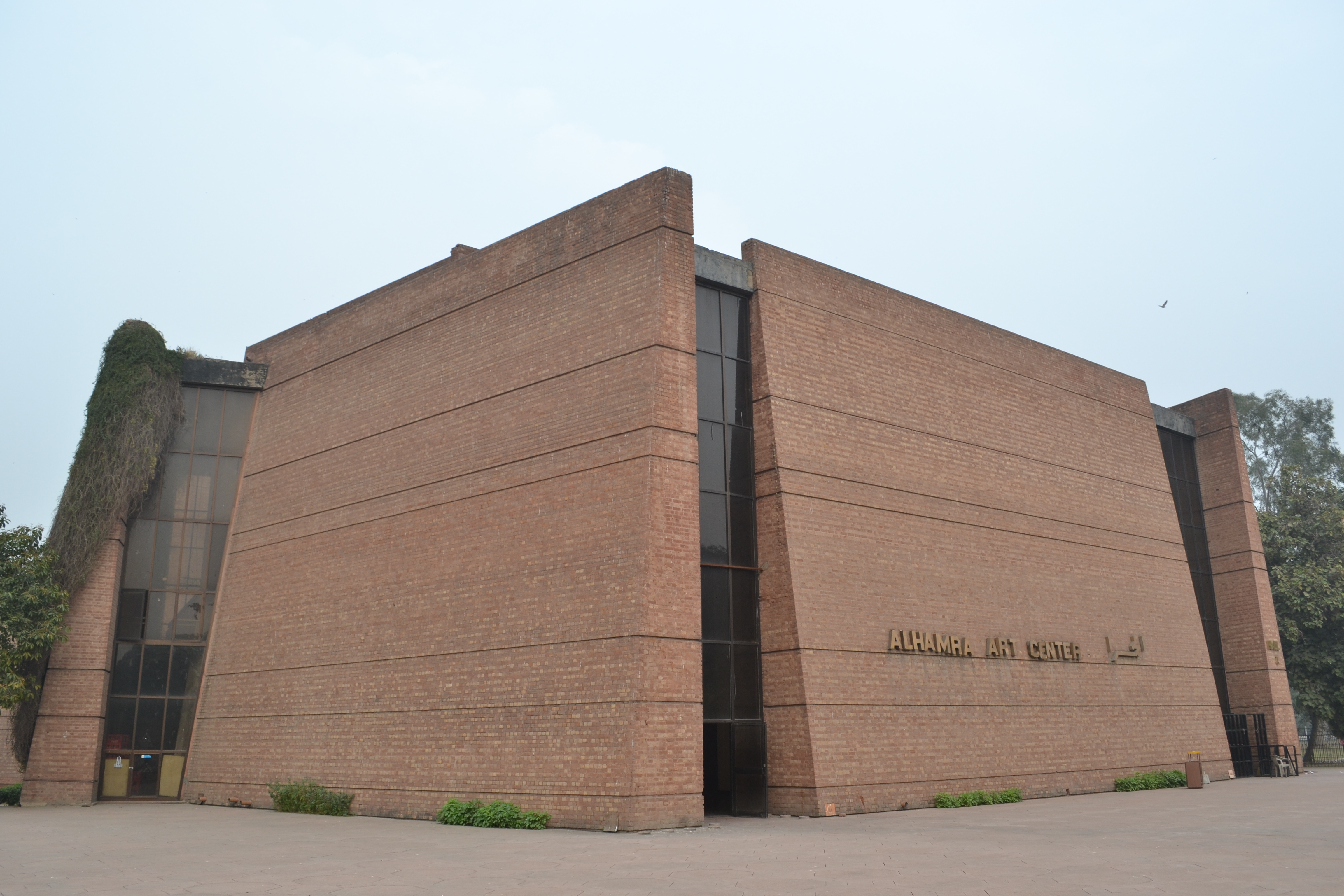
مجلس الفنون الحمراء

- شبكة الأحياء الفقيرة، اندور في الهند .
- مستشفى مرضى الجذام، تالوكا في الهند.
- اقامة سالينغر، بانغي سلاغور في ماليزيا .
- قصر طويق، الرياض عاصمة المملكة العربية السعودية .
- مجلس الفنون الحمراء، لاهور في باكستان .
- مبنى فيدهان بهافان، بوبال في الهند .

### الدورة الثامنة (1999-2001)
أقين حفل توزيع جائزة آغا خان للعمارة في قلعة حلب في سوريا، وخلال هذه الدورة أعطيت جائزة الرئيس لجيفري باوا تكريما له واحتفال بالإنجازات التي قام بها في حياته ومساهمته في مجال الهندسة المعمارية، أما الحاصلين على الجائزة:

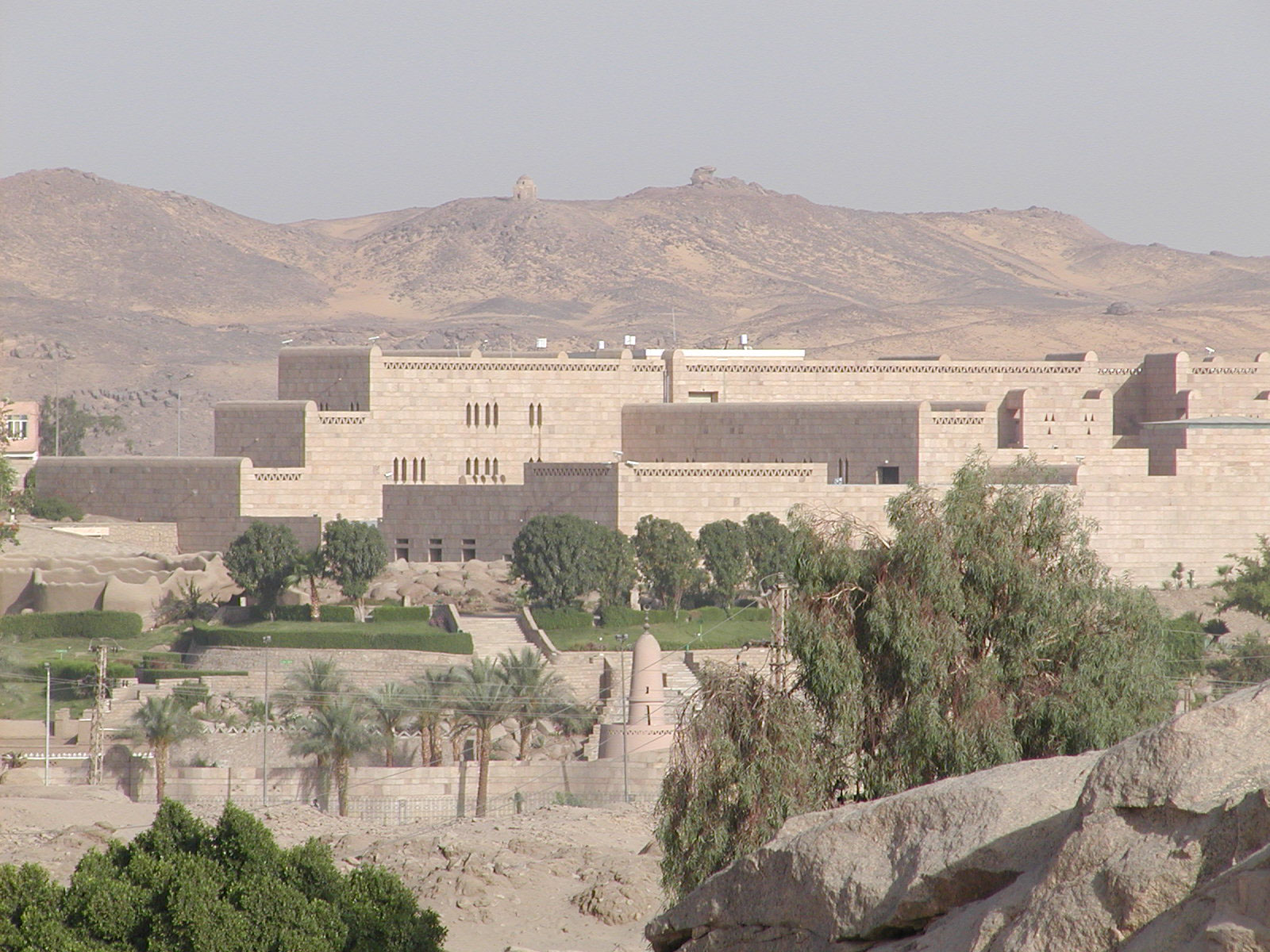
متحف النوبة

- تجديد الهياكل القديمة، مواقع مختلفة من إيران .
- آية ايكتيل، أبادو في المغرب .
- مدرسة العيلة كاهيري لتربية الدواجن، غينيا .
- متحف النوبة، أسوان في مصر .
- قرى الأطفال إس أو إس، العقبة في الأردن .
- المركز الاجتماعي أولبيا في جامعة أكدنيز، أنطاليا في تركيا .
- باغ أي فردوسي، طهران عاصمة إيران .
- فندق داتاي، لانكاوي في ماليزيا .

### الدورة التاسعة (2002-2004)
أقيم حفل توزيع جائزة آغا خان للعمارة في مقبرة همايون في نيو دلهي في الهند، خلال الدورة التاسعة تم ترشيح 378 مشروع، ومن بين هؤلاء المشاريع تم اختيار 23 مشروع لاستعراضها في قائمة صغيرة، ثم تم الاختيار من لجنة التحكيم سبعة مشاريع لفوز بالجائزة، أما الحاصلين على الجائزة:

مكتبة الإسكندرية الجديدة

- مكتبة الإسكندرية الجديدة، الإسكندرية في مصر .
- المدرسة الابتدائية، جاندو في بوركينا فاسو .
- نماذج مأوى الرمل .
- ترميم مسجد العباس، اليمن .
- البلدة القديمة في برنامج إحياء القدس، القدس في فلسطين .
- لبيت بي 2، في تركيا .
- برجا بتروناس التوأم، كوالالمبور عاصمة ماليزيا .

### الدورة العاشرة (2005-2007)
عقدت جائزة آغا خان للعمارة أعمالها في دورتها العاشرة في أبراج بتروناس في كوالالمبور في ماليزيا، تميزت هذه الدورة بالذكرى السنوية الثلاثين لاقامة الجائزة، وتم عرض ما مجموعه 343 مشروع للنظر فيها، ثم جرى استعراض 27 من الموقع من قبل خبراء دوليين، أما الحاصلين على الجائزة:

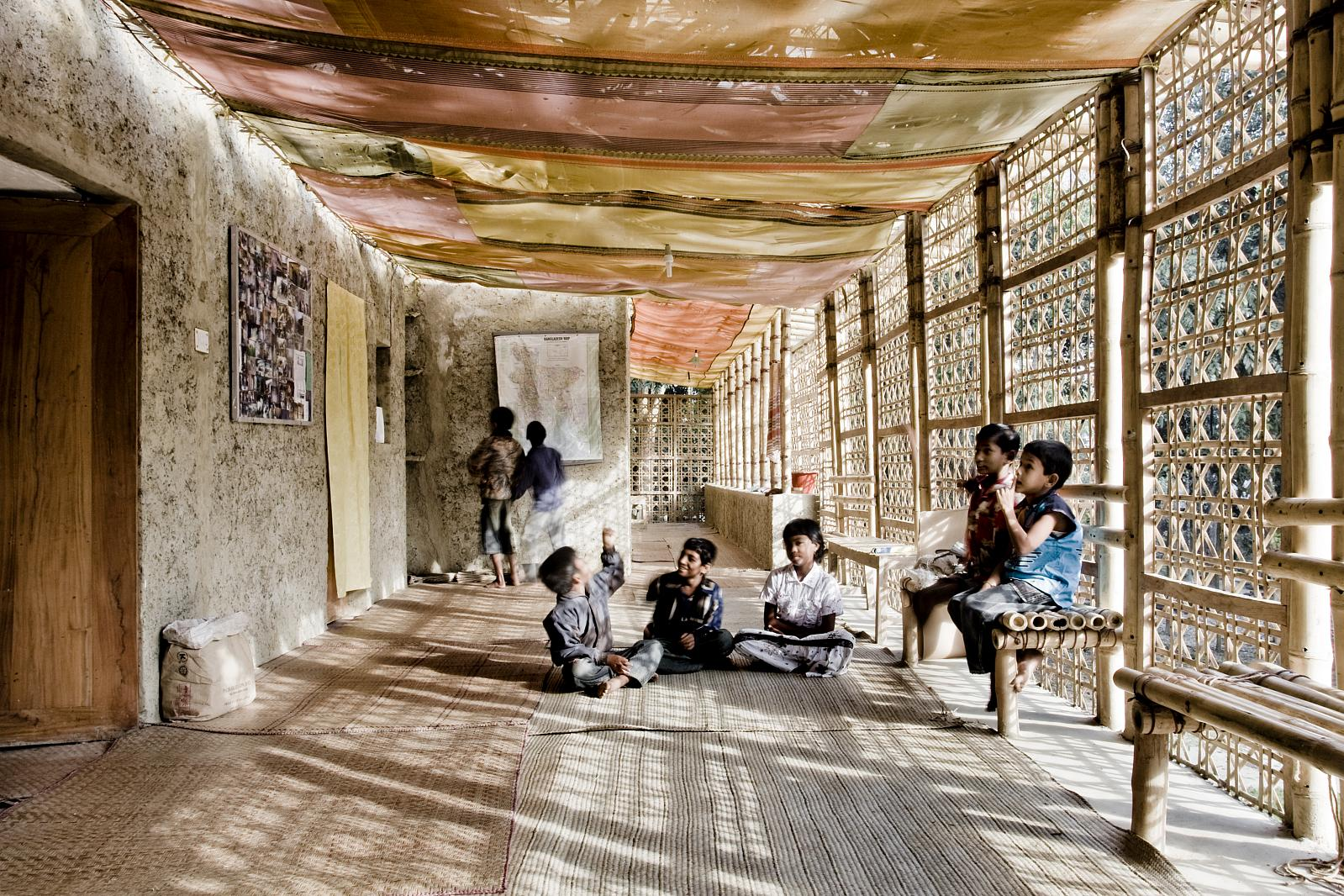
مدرسة ميتي رودرابور

- ساحة سمير قصير، بيروت عاصمة لبنان .
- إعادة تأهيل مدينة شبام، شبام في اليمن .
- السوق المركزي، كودوغو في بوركينا فاسو .
- جامعة بتروناس، بندر سيري اسكندر في ماليزيا .
- ترميم المدرسة العامرية، اليمن .
- برج صعود مولمين السكني، سنغافورة .
- سفارة مملكة هولندا، أديس أبابا عاصمة إثيوبيا .
- إعادة تأهيل المدينة المسورة، نيقوسيا في قبرص .
- مدرسة ميتي رودرابور، بنغلاديش .

### الدورة الحادية عشر (2008-2010)

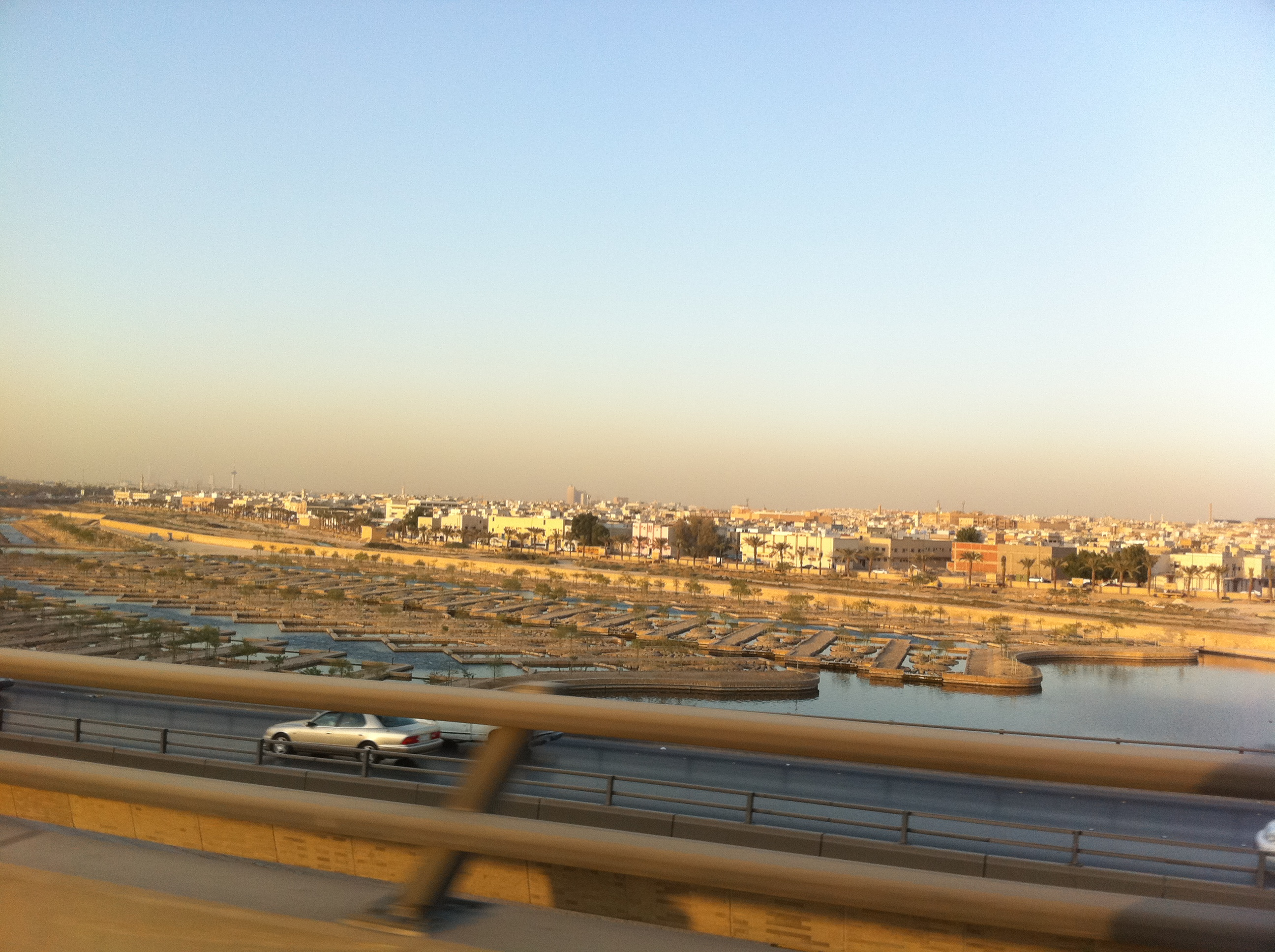
وادي حنيفة

عقدت أعمال جائزة آغا خان للعمارة في الدورة الحادية عشر في متحف الفن الإسلامي في الدوحة، وتم في الدورة ترشيح ما مجموعه 401 مشروع، اختير منها 19 على القائمة المختصرة، وذهبت جائزة الرئيس للمعماري أوليغ غرابار، وأما الحاصلين على الجائزة:
- مشروع تطوير وادي حنيفة، الرياض عاصمة المملكة العربية السعودية .
- إحياء التراث التاسع عشر وأوائل القرن العشرين المعماري لمدينة تونس، تونس .
- مركز بحوث ومتحف مدينة الزهراء، قرطبة في إسبانيا .
- مصنع ابيكيول للغزل والنسيج، أدرنة في تركيا .
- مدرسة الجسر، فوجيان في الصين .

### الدورة الثانية عشر (2011-2013)

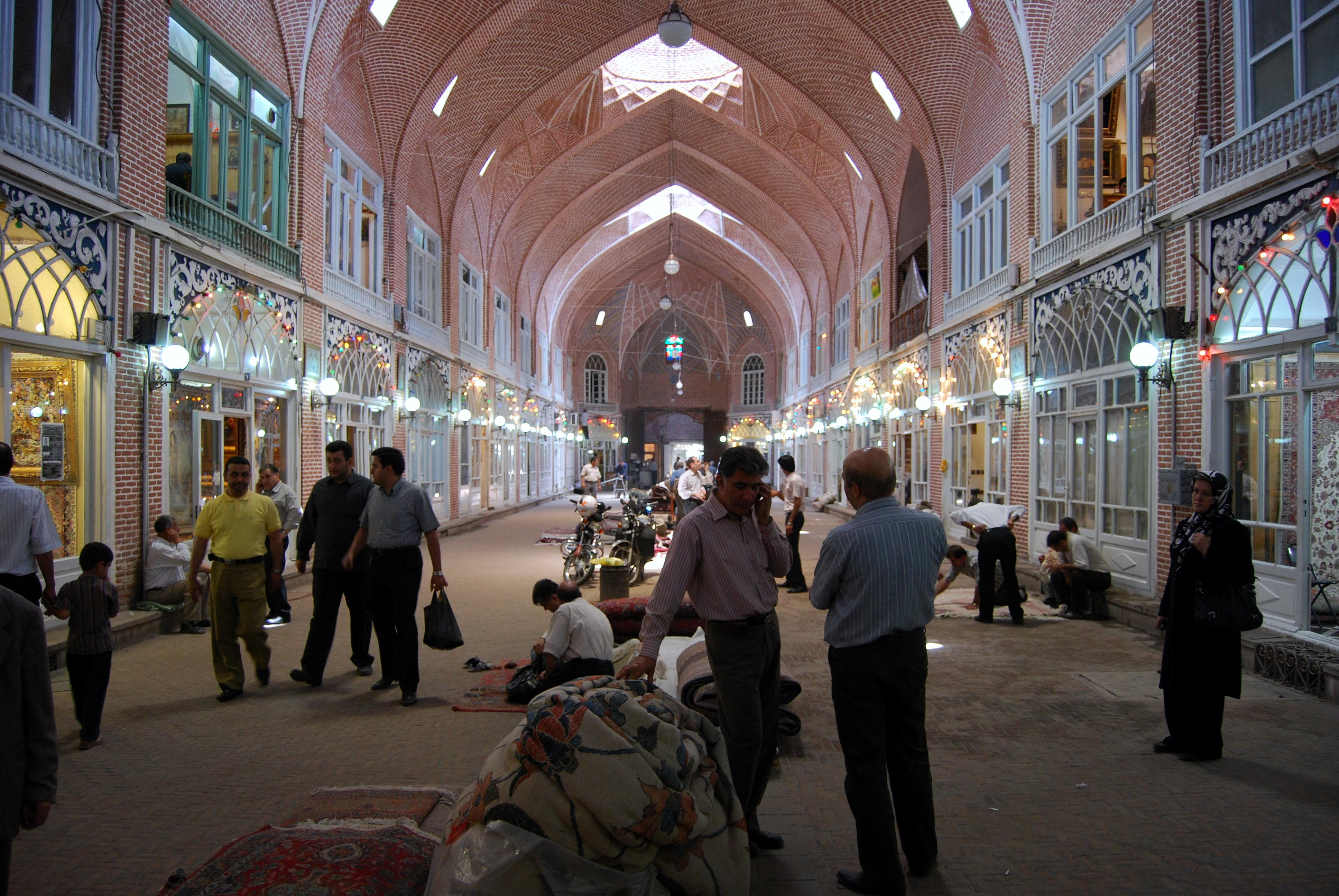
بازار تبريز

تم اختيار المرشحين النهائيين من مجموع 20 مشروع للاحتفال بجائزة آغا خان للعمارة في دورتها الثانية عشر، والتي أقيمة في لشبونة في إسبانيا، المشاريع الفائزة هي:
- مركز السلام للجراحة القلب، الخرطوم عاصمة السودان .
- إحياء مركز بيرزيت التاريخية، بيرزيت في فلسطين .
- جسر الحسن الثاني، الرباط عاصمة المغرب .
- إعادة تأهيل بازار تبريز ، تبريز في إيران .
- المقبرة الإسلامية، التاتش في النمسا .

### الدورة الثالثة عشر (2014-2016)
تم ترشيح ما مجموعه 348 مشروعًا من 69 بلدًا، والفائزون هم:
- مسجد بيت الرؤوف في دكا بنغلاديش، تصميم المعمارية البنغلاديشي مارينا تبسم.
- مركز الصداقة في غايباندا بنغلاديش، تصميم كاشف تشودري / ومؤسسة (URBANA).
- مكتبة ومركز هوتونغ الفنية للطفولة في بكين الصين، صمم من قبل مؤسستي (standardarchitecture) و(ZAO)، والمصمم الصيني وتشانغ كي.
- مشروع حديقة سوبركيلن، وهي عبارة عن حديقة عامة أنشأت في حي نوربرو في كوبنهاغن الدنمارك، صمم المشروع من قبل مجموعة بجارك انغز وتوباتك 1 وسوبر فليكس.
- جسر الطبيعة في طهران إيران، صمم من قبل كل من: المعماري ديبا تنسيل وليلى أرغيان أليريزا بهزادي.
- معهد عصام فارس للسياسات العامة والشؤون الدولية في بيروت لبنان، تصميم المعمارية زها حديد.

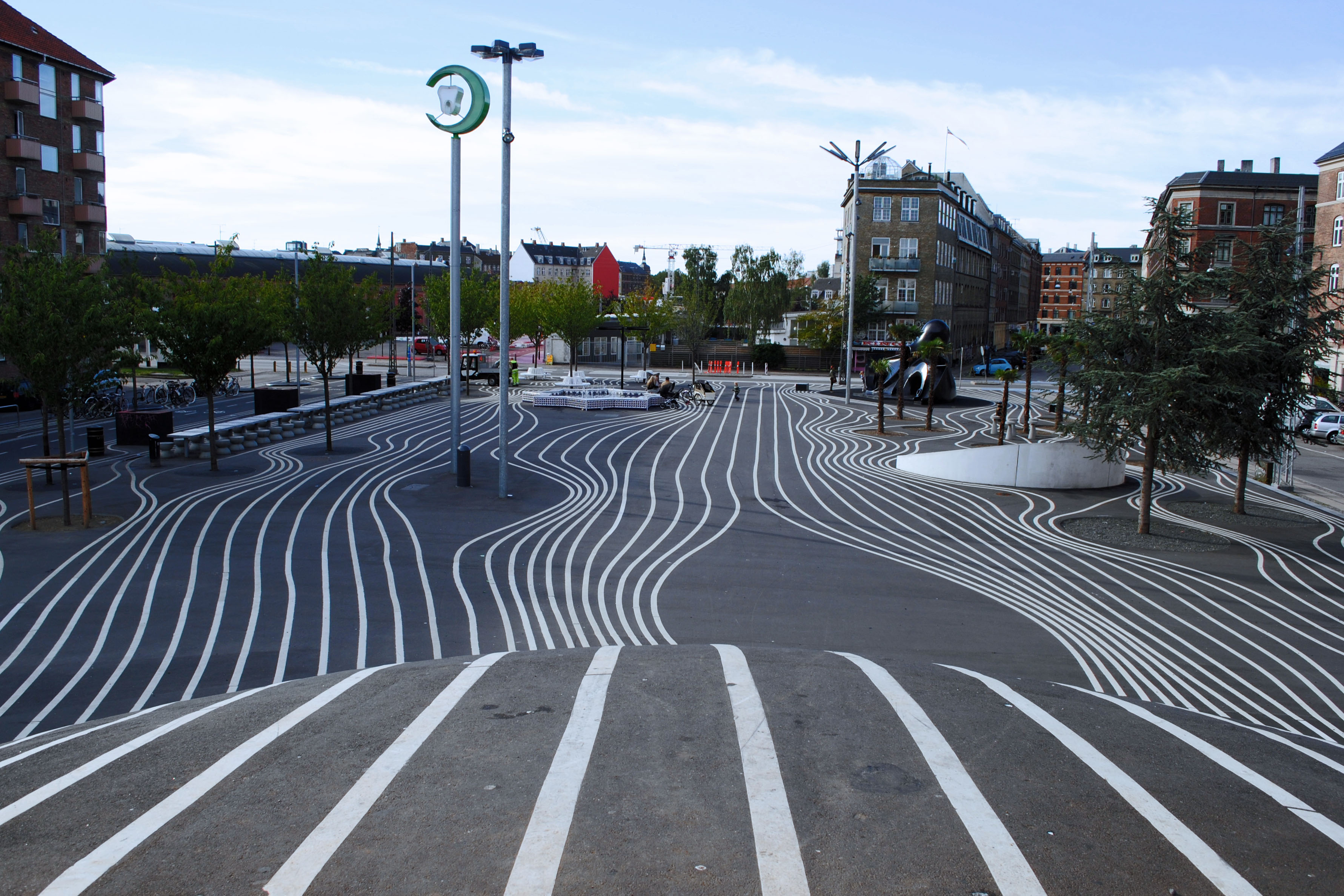
سوبركيلين كوبنهاغن
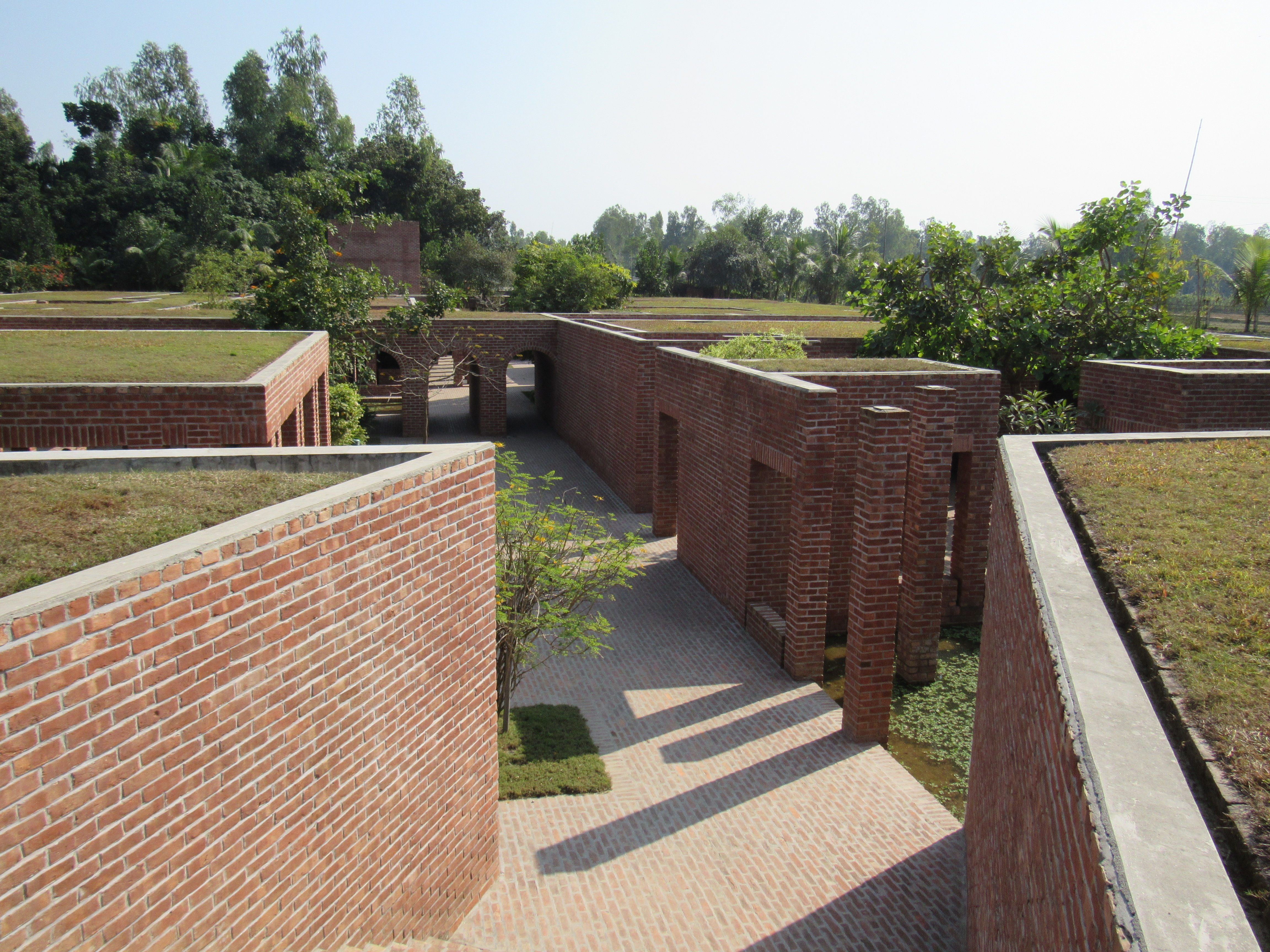
مركز الصداقة
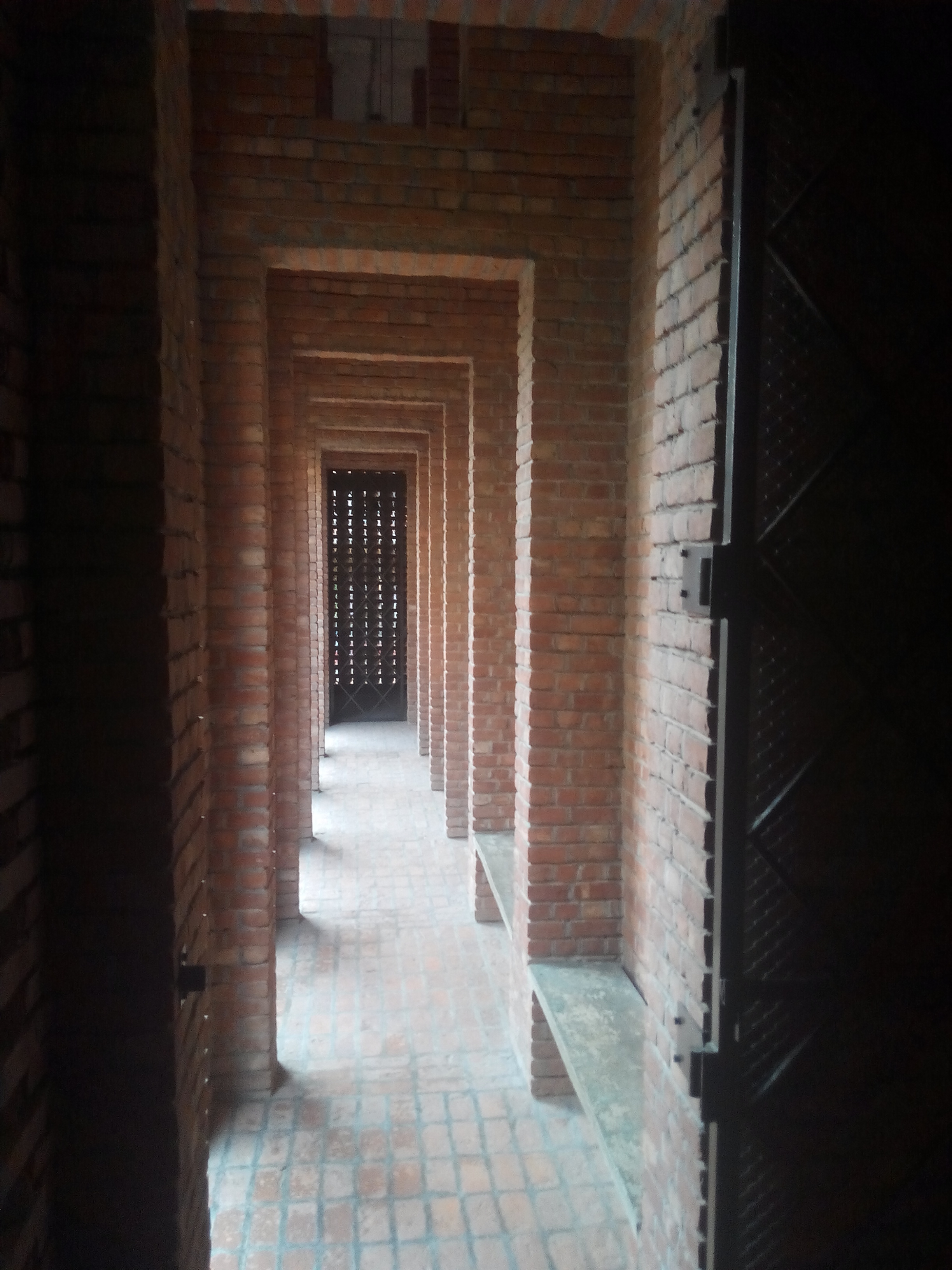
مسجد بيت الرؤوف
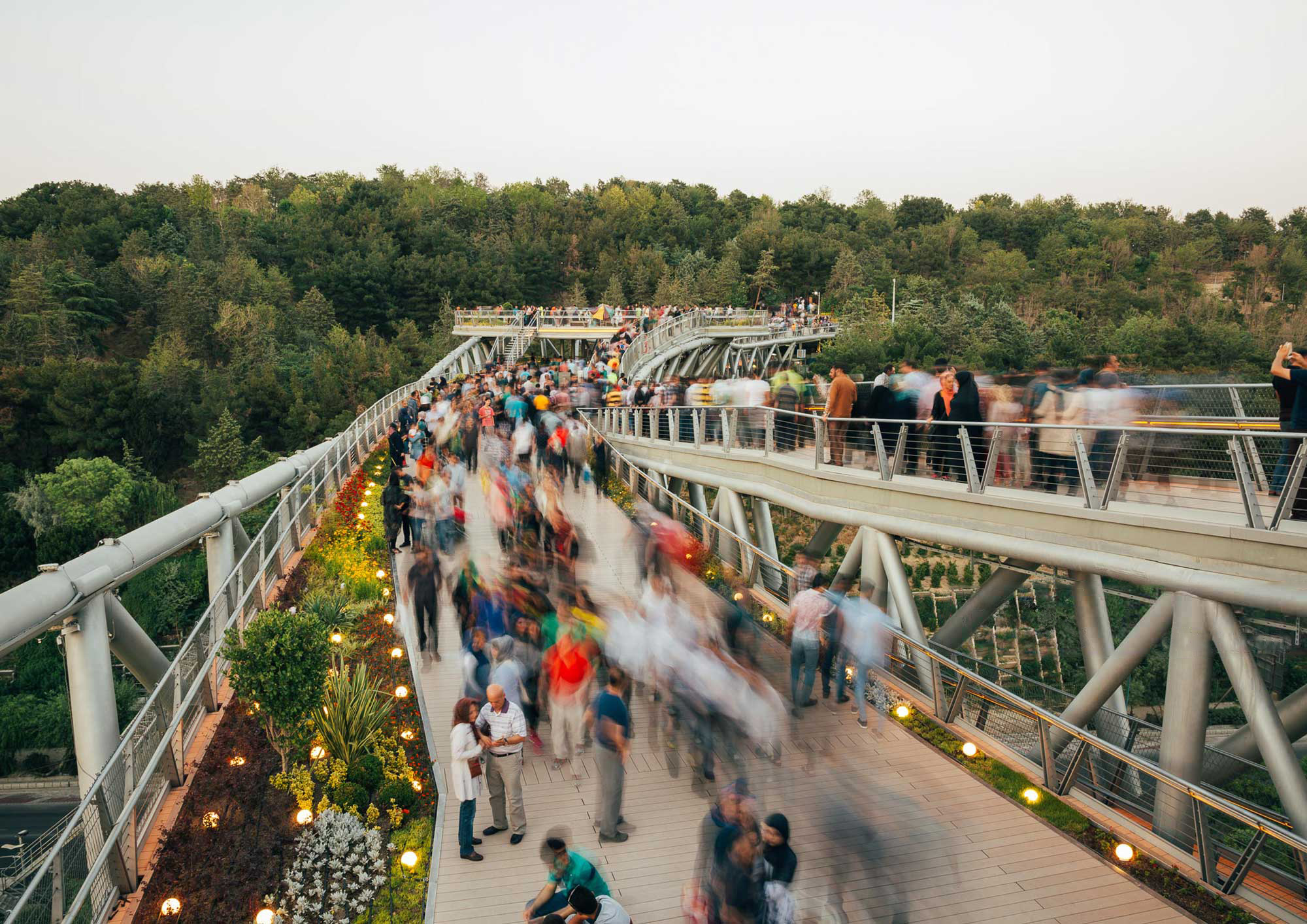
جسر الطبيعة في طهران

### الدورة الرابعة عشر (2017-2019)
أقيم حفل توزيع جوائز جائزة الآغا خان للعمارة لعام 2019 في 13 سبتمبر 2019 في قازان جمهورية تتارستان، روسيا.
- مسار اللؤلؤ في المحرق بالبحرين.
- مشروع أركاديا التعليمي في جنوب كانارشور بنغلاديش.
- المتحف الفلسطيني في الضفة الغربية فلسطين.
- برنامج تنمية الأماكن العامة في قازان جمهورية تتارستان روسيا.
- وحدة التدريس والبحث بجامعة عليون ديوب في بامبي السنغال.
- مركز واسط للأراضي الرطبة في الشارقة الإمارات العربية المتحدة.

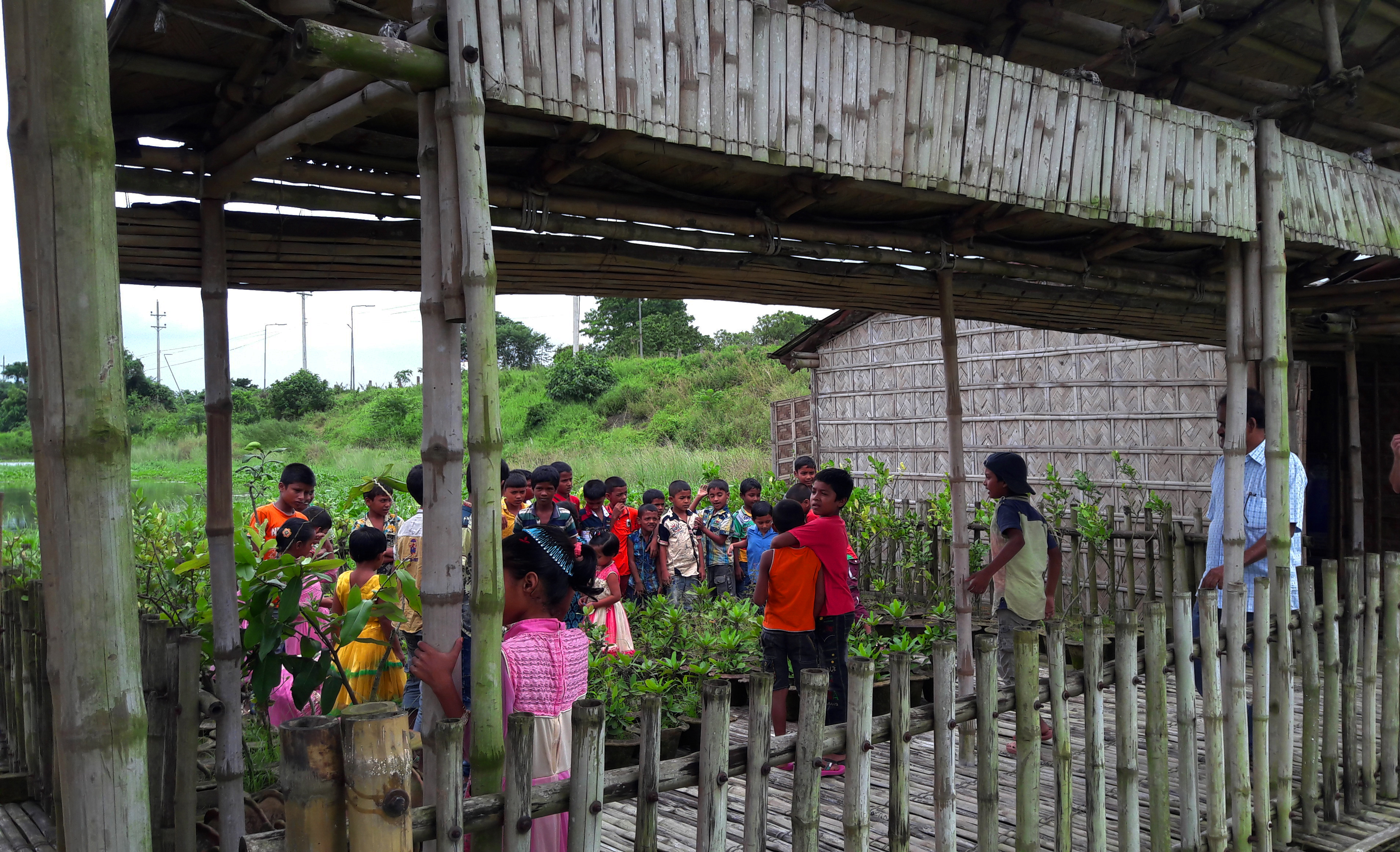
مشروع أركاديا التعليمي
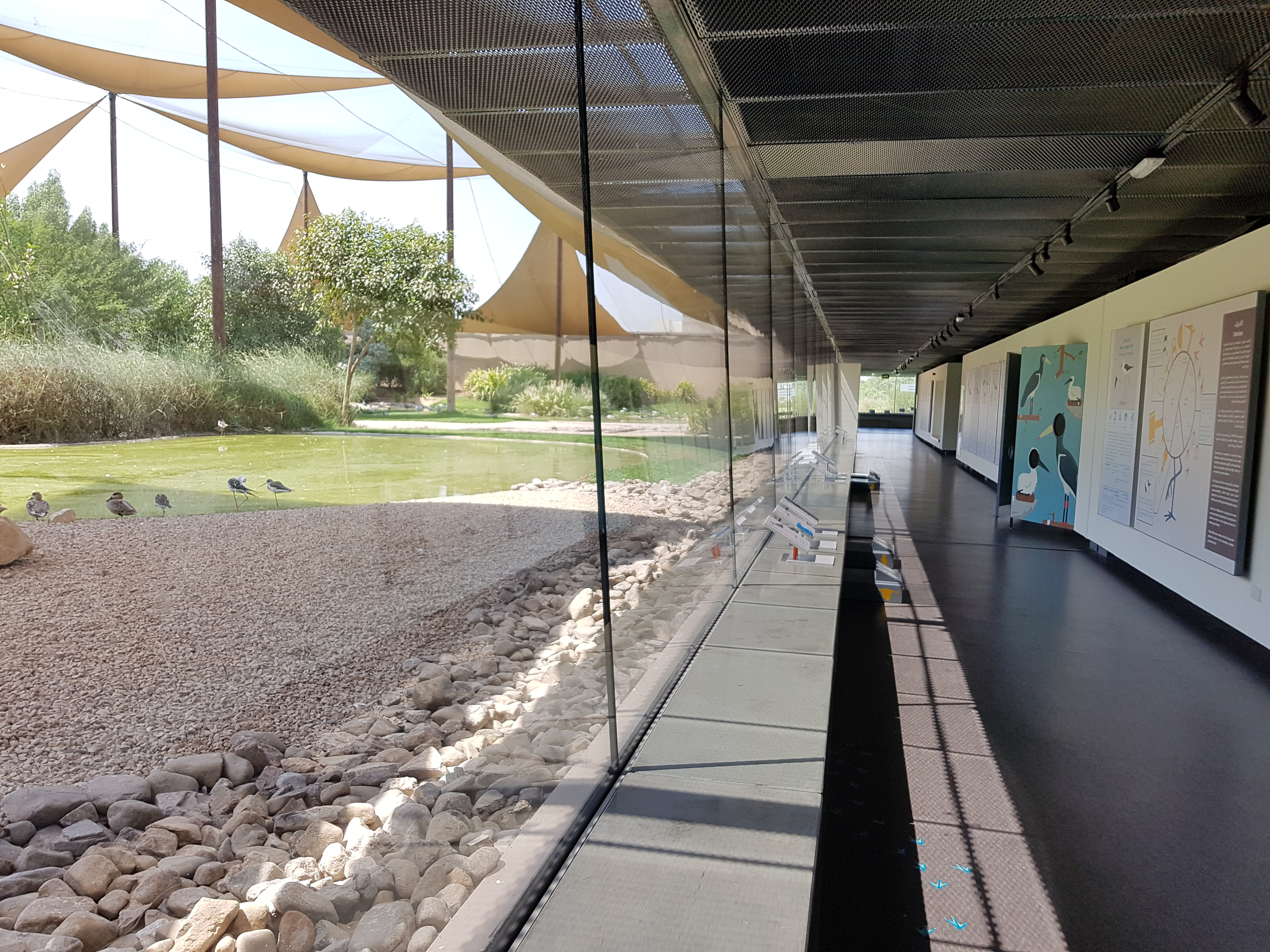
مركز واسط للأراضي الرطبة
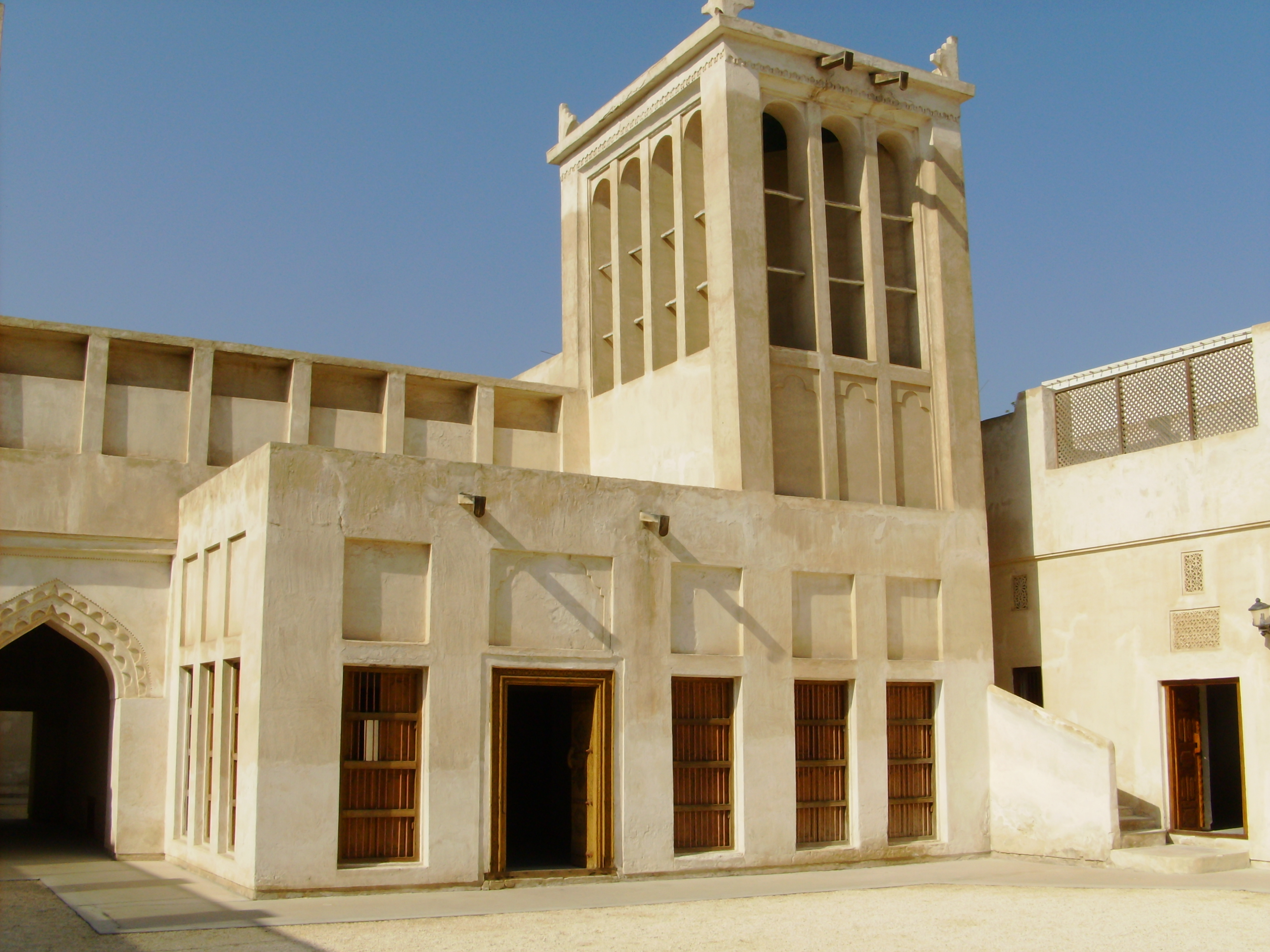
مسار اللؤلؤ

### الدورة الخامسة عشر (2020-2022)

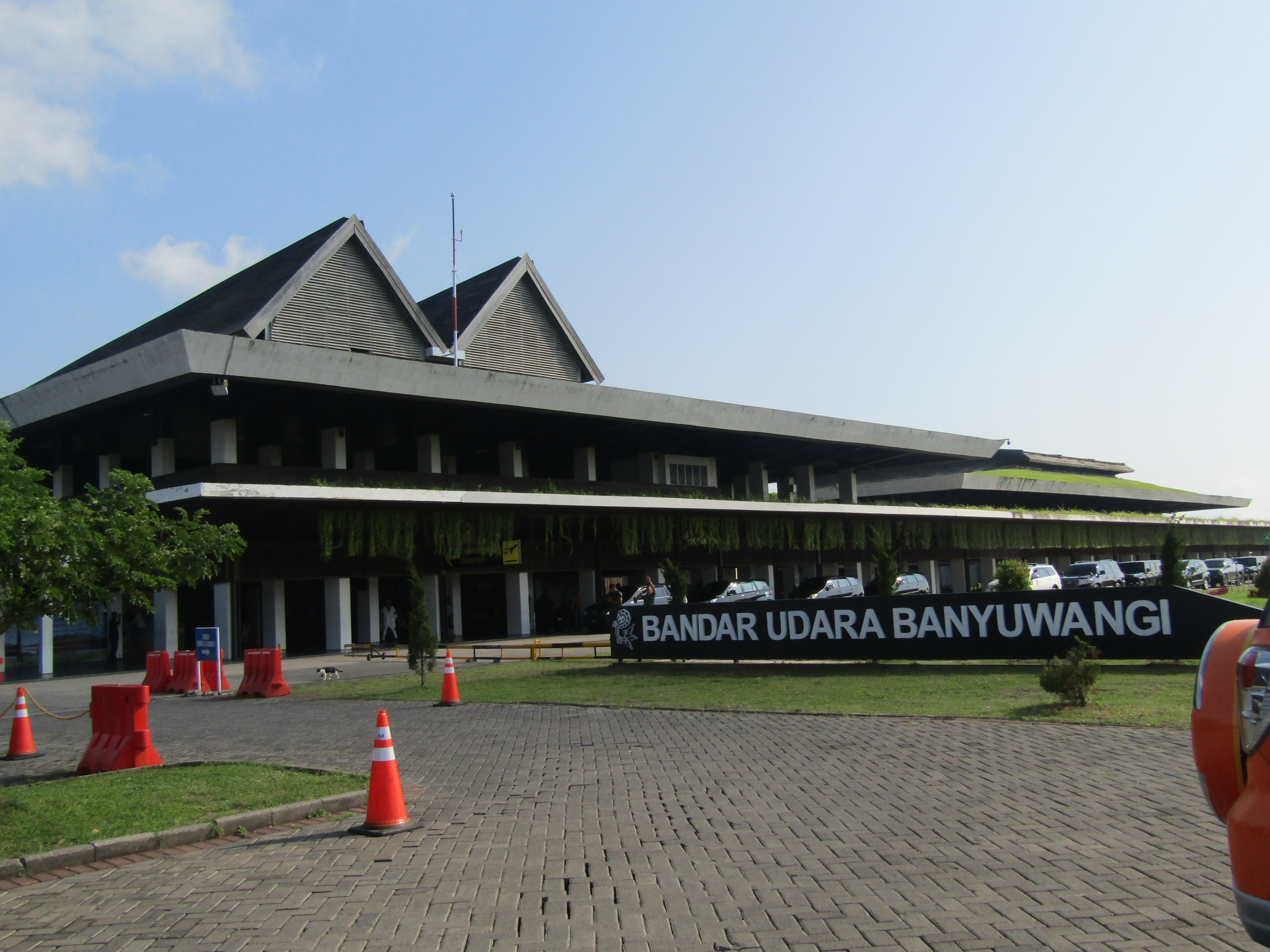
مطار بانيوانجي الدولي

أقيم حفل توزيع جوائز جائزة الآغا خان للعمارة لعام 2022 في 31 أكتوبر 2022 في مسقط عمان.
- المساحات النهرية الحضرية في جهنادة بنغلاديش.
- المساحات المجتمعية في استجابة الروهينجا للاجئين في كوكس بازار بنغلاديش.
- مطار بانيوانجي الدولي بليمبينجساري في جاوة الشرقية إندونيسيا.
- متحف أرغو للفن المعاصر والمركز الثقافي في طهران إيران.
- تجديد دار ضيافة نيميير في طرابلس لبنان.
- مدرسة كامانار الثانوية في ثيونك إيسيل السنغال.

## وصلات خارجية
- الموقع الرسمي
- موقع الجمعية العربية للعمارة والتصميم ومجلة بناة